# ОШ „Гаврило Принцип” Земун
ОШ „Гаврило Принцип” једна је од основних школа у Београду. Налази се у улици Крајишкој 34, у општини  Земун.

## Опште информације
Школа се налази у општини Земун, у насељу Нови град. Основана је 1932. године под називом ОШ „Ђура Јакшић” у Железничкој колонији, а 1952. године добила је назив „Гаврило Принцип” и имала је два одељења. Први темељи осмогодишње школе постављају се 1954. године у Крајишкој улици, поводом изградње објекта који школа и данас користи, а одлуком Скупштине општине Земун. У то време, најстарији разред у школи био је шести.
У школи постоји више секција, као што су ликовна секција, хор, креативне радионице, техничка секција и електронско информисање.
Школа је добила име по Гаврилу Принципу, члану Младе Босне који се залагао за окончање аустроугарске владавине у Босни и Херцеговини.